# Иманайкино
Иманайкино (мар. Кожлалӱвал) — деревня в Волжском районе Республики Марий Эл (Россия), в составе Большепаратского сельского поселения.

## География
Находится в 3 километрах к северо-востоку от центра поселения — села Новые Параты. Расстояние по автодорогам составляет 8,5 км; до Волжска — 35 км на юго-запад.
По преданию, в середине XVII века в этой местности поселился мариец Иманай с сыновьями. По данным И. С. Галкина и О. П. Воронцовой, Кожлалӱвал в переводе с марийского означает «Подлесье».

## История
Деревня обозначена на карте конца XVIII века как выселок из села Парат.
В 1914 году здесь было 24 дома; в 1923 году в деревне Большепаратской волости Краснококшайского кантона проживало 145 человек.
В 1927 году в деревне Иманайкино в 27 дворах проживал 131 человек; она входила в состав Большепаратского сельсовета Звениговского кантона.
В 1935 году была организована сельскохозяйственная артель им. Серго. Перед войной в состав этого колхоза входило 25 дворов и 115 человек, большинство из которых составляли марийцы. Колхоз обслуживался Сотнурской МТС, работали мельница и кузница. В колхозе содержались 21 лошадь, 12 голов КРС, 34 овцы, 47 голов птицы, 3 свиньи и 10 пчелосемей. Урожай хранился в 2 зернохранилищах, были рига и 2 крытых тока.
Во время войны 12 человек ушло на фронт, из них не вернулось 7. После войны колхоз имени Серго вошёл в состав укрупнённого колхоза «Путь Сталина».
В 1980 году в деревне Иманайкино Большепаратского сельсовета Волжского района имелось 34 хозяйства, проживали 53 мужчины и 67 женщин, большинство составляли марийцы.
Было электричество, телефоны, телевизоры и радио. Имелся магазин; большинство домов были послевоенной (до 1970 года) постройки.

## Население
| 2002 | 2010 |
| ---- | ---- |
| 35   | ↘24  |

В 2002 году по данным текущего учёта в деревне проживало 46 человек в 30 дворах, согласно переписи — 35 человек (марийцы — 100 %). По переписи 2010 года — 24 человека (9 мужчин, 15 женщин).

## Инфраструктура
Ныне объектов социальной сферы в деревне нет; единственная улица представляет собой грунтовую дорогу. Жители пользуются родниковой и колодезной водой, занимаются овощеводством и скотоводством на приусадебных участках. В основном жители деревни работали в коллективно-долевом предприятии (КДП) «Отымбальское».